# Richard Preiser
Richard Preiser (* 6. September 1871 in Leutkirch im Allgäu; † 4. Oktober 1945 in Frankfurt am Main) war ein deutscher Altphilologe.

## Leben
Geboren als erstes Kind von Richard Preiser (senior), der damals als Bauingenieur an der württembergischen Allgäubahn tätig war, verbrachte er seine Kindheit seit 1874 in Biberach an der Riß, nachdem sein Vater zum dortigen Stiftungsbaumeister gewählt worden war. Von 1885 bis 1887 besuchte er das Seminar in Maulbronn, dann bis 1889 in Blaubeuren. Anschließend studierte er von 1889 bis 1893 Klassische Philologie, Klassische Archäologie, Germanistik und Geschichte an der Universität Tübingen und wurde dort 1895 mit einer Dissertation Zum Torso von Belvedere zum Dr. phil. promoviert. Seit 1889 war er Mitglied der Studentenverbindung Tübinger Königsgesellschaft Roigel.
Von 1898 bis 1902 war er Gymnasialoberlehrer am Fürstlichen Gymnasium Rutheneum in Gera, von 1902 bis 1932 lehrte er am Goethe-Gymnasium (Frankfurt) als Professor, später war er als Oberstudienrat zugleich Berater des Provinzial-Schulkollegiums.
Nebenberuflich war er seit der Gründung der Universität Frankfurt am Main im Jahre 1914 dort Lehrbeauftragter für Klassische Philologie mit dem Schwerpunkt Lateinische Stilistik. Außerdem schrieb er von 1922 bis 1932 zahlreiche Beiträge für die Frankfurter Zeitung und war von 1927 bis 1932 Deutschlandkorrespondent der deutschsprachigen Zeitung Abendpost in Chicago.

## Leistungen
Neben seiner Lehrtätigkeit ist er durch seine Veröffentlichungen zur Lateinischen Stilistik und als neulateinischer Schriftsteller hervorgetreten.

## Werke
- Zum Torso von Belvedere, Gera 1901.
- Mensch und Tier in der Sprache des Gewerbes, Gera 1902.
- Heinrich XXX., der letzte Graf von Gera, Festrede am 28. Mai 1902, in: Geraer Zeitung, 108. Jahrgang, Nr. 122, 28. Mai 1902.
- (mit E. Bruhn) Aufgaben zum Übersetzen ins Lateinische (Frankfurter Lehrplan) für die Sekunda der Gymnasien und die oberen Klassen der Realgymnasien, Weidmann, Berlin 1905, 8. Aufl. 1928.
- Ein Verteidiger der Sprachreinheit im Altertum, in: Zeitschrift des Allgemeinen Deutschen Sprachvereins, 22. Jhg., 1907, Nr. 12, S. 364.
- Die Altgriechische Gymnastik, in: Fest-Zeitung für das 11. Deutsche Turnfest zu Frankfurt a. Main 1908, Nr. 1, S. 14–17.
- Pensa Latina. Theodor Mommsens Darstellung des Gallischen Krieges, Weidmann, Berlin 1919.
- Die Reifeprüfung, in: Frankfurter Zeitung 10. März 1920.
- Die Intelligenz und die Republik, in: Philadelphia Tageblatt 14. Februar 1922, S. 5.
- Von Homer bis Sokrates, in: Frankfurter Zeitung 14. März 1922.
- Arbeitsgemeinschaft?, in: Frankfurter Zeitung 2. Dezember 1922.
- Zahlreiche Beiträge zu Nachrichten aus den USA, in: Frankfurter Zeitung 1922-1932.
- Carmen Salutigerum, in: Festschrift zur Feier der 40. Wiederkehr des Eintritts der Seminarpromotion 1885/87 in Maulbronn, Maulbronn 1925, S. 3–14.
- Der blaue Quell, in: Blaubeurer Tagblatt [7 Teile] 7. bis 14. Oktober 1925.
- Sanssouci, in: Jugend, 31. Jhg. 1926, S. 880–882.
- Der Athos, in: Daheim, Nr. 34, 22. Mai 1926, S. 14f.
- Vor zehn Jahren. Flieger über Frankfurt, in: New Ulm Post 11. Februar 1927.
- Der Rotary-Klub, in: Generalanzeiger, Frankfurt am Main 4. Juni 1927.
- Zahlreiche Beiträge, in: Abendpost, Chicago 1927-1932.
- Götze Dollar, in: Frankfurter Nachrichten, 6. Beiblatt, Nr. 85, 27. März 1927.
- Eine Kleinstadt-„Musterhaus“-Siedlung, in: Bauwelt 1927, Heft 5, S. 111–113.
- Sieben Geschichten aus Altrußland, in: Welt und Leben, deutsche Feuilleton-Korrespondenz 29. Juni 1927, S. 4–6.
- M. Tulli Ciceronis Pro Roscio Amerino Oratio, Text und Kommentar, Quelle & Meyer, Leipzig, o. J. [1929].
- Ein vorbildlicher Pädagoge. Ewald Bruhn zum 70. Geburtstag, in: Frankfurter Zeitung, Stadtblatt 3. November 1932.
- Pretiosa. Deutsche Gedichte in lateinischer Übertragung, Hermann Meister, Heidelberg (1953) [posthum].